# Грб Сахалинске области
Грб Сахалинске области је званични симбол једног од субјеката Руске федерације са статусом области — Сахалинске области. Грб је званично усвојен 25. априла 1997. године.

## Опис грба
Грб Сахалинске области је слика азурно плавог стуба на сребрном штиту, на којој је представљен у златном руски козачки брод из XVII вијека, који плови из лијевау десно на сребрним таласима, а прате га са сваке стране по једна црна хумка - вулкан са по једним црвеним пламеном који излази из отвора.